# Franz Leopold von Leonrod

Franz Leopold von Leonrod

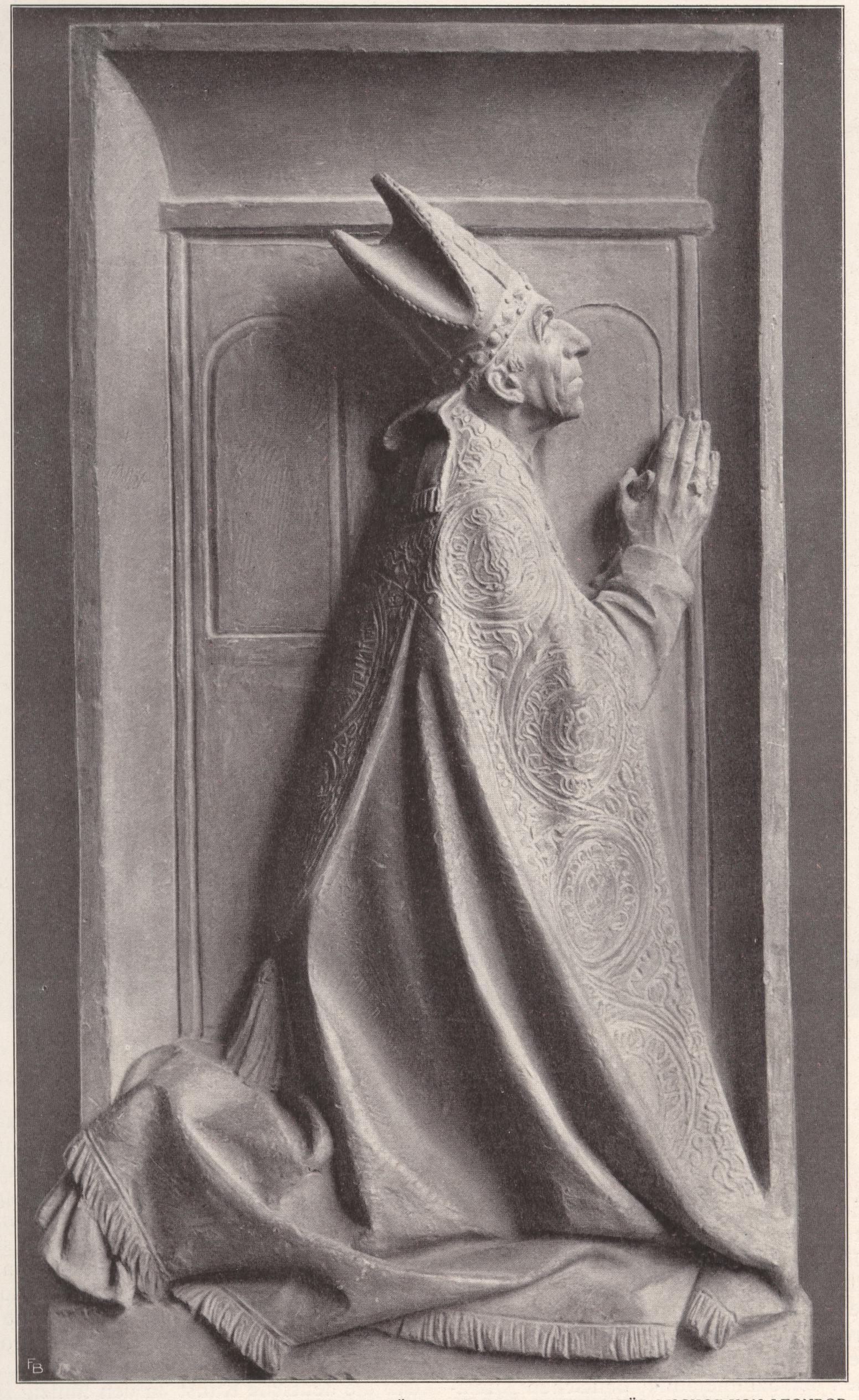
Grabmal (Detail) des Bischofs Franz Leopold von Leonrod, Dom zu Eichstätt, geschaffen von Georg Busch.

Franz Leopold Freiherr von Leonrod (* 26. August 1827 in Ansbach; † 5. September 1905 in Eichstätt) war Bischof von Eichstätt von 1867 bis 1905.

## Leben und Wirken

### Herkunft und Werdegang
Von Leonrod stammte aus der freiherrlichen Familie von Leonrod und war der Sohn des Ansbacher Appellationsgerichtspräsidenten Ludwig von Leonrod (1774–1859) sowie dessen Gattin Rosina, geb. Freiin von Stengel (1786–1862), Enkelin des bayerischen Finanzfachmannes Stephan von Stengel, der ein Sohn des Kurfürsten Karl Theodor gewesen sein soll.
Leonrod besuchte humanistische Gymnasien ab 1837 in Augsburg und ab 1839 in Eichstätt und anschließend das Pontificium Collegium Germanicum et Hungaricum de Urbe. In den römischen Revolutionswirren brach er dort 1848 ab und setzte seine Studien des Kirchenrechts an der Universität Eichstätt fort. 1851 empfing er die Priesterweihe.
Über verschiedene kirchliche Ämter im Süden Bayerns – so 1856 Domvikar und Domprediger in Eichstätt, 1858 Pfarrer in St. Zeno bei Bad Reichenhall – wurde Franz Leopold von Leonrod am 19. März 1867 vom damaligen Apostolischen Nuntius in Deutschland, Pier Francesco Meglia, zum 74. Bischof von Eichstätt geweiht und inthronisiert.

### Bischof von Eichstätt
Seine Zeit als Bischof war geprägt von den Inhalten des Ersten Vatikanischen Konzils. Er war überzeugt von der Unfehlbarkeit des Papstes und beteiligte sich, abweichend von vielen vorher abgereisten Kollegen, an der Schlussabstimmung des Konzils am 18. Juli 1870. Mit dem Konzil war ein Kulturkampf entbrannt, der auch zur Abspaltung der Altkatholiken führte. Bayern blieb hiervon weitgehend unberührt. Franz Leopold engagierte sich in der Aufnahme von Studenten aus Diözesen, in denen offene Streitigkeiten ausgebrochen waren. Franz Leopold war auch bemüht in der Sorge um sein Bistum: Er holte die bayerische Bischofskonferenz viermal nach Eichstätt und versuchte auch eine gesamtdeutsche Konferenz zu organisieren, was allerdings nicht gelang. Er besuchte alle Pfarreien des Bistums viermal persönlich. 1882/83 brachte er für das Bistum Eichstätt einen Kleinen und einen Mittleren Katechismus heraus, der auch benachbarten Bistümern ein Vorbild war. Sein Name steht außerdem für umfangreiche Restaurierungsarbeiten am Dom zu Eichstätt.
1895 wurde Franz Leopold Ehrenmitglied der katholischen Studentenverbindung Academia im KV, der er bis zu seinem Tode verbunden blieb. Sein goldenes Priesterjubiläum wurde 1901 zusammen mit dem Stiftungsfest der Verbindung gefeiert. Anlässlich seines 25-jährigen Priesterjubiläums wurde ein Altar gestiftet, der zunächst im Dom zu Eichstätt stand, sich aber inzwischen in der Kirche Mariä Himmelfahrt in Pappenheim befindet, deren Bau Franz Leopold von Leonrod vorangetrieben hatte.
Der Leonrodplatz in Eichstätt ist nach ihm benannt worden.

### Familienumfeld
Brüder des Bischofs waren Karl von Leonrod (1817–1905), bayerischer Generalleutnant und persönlicher Freund des Prinzregenten Luitpold von Bayern, sowie Leopold von Leonrod (1829–1905), bayerischer Justizminister, und August von Leonrod (1819–1904), General der Kavallerie, dessen Gattin Sybilla von Leonrod geb. Meilhaus als Erzieherin von König Ludwig II. fungierte.